# European Coatings Journal
Das European Coatings Journal (auch ECJ oder EC Journal) ist eine englischsprachige Fachzeitschrift für die Lackindustrie, die von Vincentz Network herausgegeben wird.
Die Zeitschrift erschien erstmals 1986. Die von der IVW geprüfte Auflage erreichte 2024 rund 12.000 Leser pro Ausgabe. Das European Coatings Journal ist offizieller Partner des CEPE, des europäischen Lackverbandes.
Zielgruppe sind alle Mitarbeiter und Führungspersonen der Lackbranche inklusive Rohstoffherstellern, Lackverarbeitern Instituten und Verbänden. Neben den technisch orientierten Fachleuten werden auch kaufmännisch orientierte Mitarbeiter angesprochen.

## Inhalt

### Fachartikel
Inhaltlich werden Forschungs- und Entwicklungsthemen aus dem Lackbereich in mehrseitigen Fachartikeln behandelt, aber auch Themen aus den Bereichen Lackproduktion und Lackrohstoffen. Pro Ausgabe wird ein Thema schwerpunktmäßig behandelt, z. B. Pulverlack, Additive oder Wasserlack. Die Fachartikel werden meist von externen Fachleuten eingesendet und redaktionell überarbeitet.

### Rubriken
Neben den Fachartikeln, die den Hauptteil der Zeitschrift ausmachen, finden sich folgende ständige Rubriken in der Zeitschrift:
- Market Watch (Eine Übersicht relevanter M&A, Finanzanlagen und Kooperationen in der europäischen Farben-, Lack- und Druckfarbenindustrie. Exklusive Interviews mit führenden Persönlichkeiten der Lackindustrie sowie Spezialberichte zu Lack- und Rohstoffsegmenten)
- Association (Berichte zu Strukturen, Strategien und Belangen diverser Verbände der europäischen Farben-, Lack- und Druckfarbenidustrie)
- Technical Papers (Technische Artikel, basierend auf neuesten Entwicklungen der Lack-Technologie, geschrieben von internationalen Lackexperten aus Industrie und Wissenschaft)
- Events (Exklusive Berichte über internationale Konferenzen, Meetings und Lack-Messen)
- Market Place (Eine Übersicht neuer Produkte, inklusive Rohstoffe, Labor- und Produktionsequipment)

### Sonderthemen
Das European Coatings Journal veröffentlicht Vorberichte und Berichte über fachspezifische Messen und Kongresse (z. B. FATIPEC-Kongress, European Coatings Show).
In unregelmäßigen Abständen werden Marktstudien einzelner Lackabsatzmärkte veröffentlicht.

## Sonderausgaben
Das EC Directory ist ein zweijährlich erscheinender Einkaufsführer für die Lackindustrie. Es beinhaltet unter anderem Unternehmensprofile und eine Übersicht der wichtigsten Fachorganisationen, Prüfinstitute und Hochschulen.